# Camp Century
Лагерь века (англ. Camp Century, произн. Кэмп-сенчури) — арктическая военная научно-исследовательская база США в Гренландии, действовавшая в 1959—1967 годах.
База располагалась в 240 км (150 милях) к востоку от авиабазы Туле.
После постройки рекламировалась как демонстрация доступных военных аванпостов на ледяной шапке и база для научных исследований.
В 1996 году, после рассекречивания документов, стало известно, что Camp Century был пилотным поселением для проекта «Ледяной червь», конечной целью которого было создание сети стартовых площадок для ядерных ракет, способных выдержать первый удар. Планировавшиеся ракеты так и не были поставлены на вооружение, необходимое для этого согласие правительства Дании так и не было получено.
Поселение состояло из 21 туннеля общей длиной 9800 футов (3,0 км). Энергоснабжение осуществлялось ядерным реактором. Проект «Ледяной червь» был прерван после того, как выяснилось, что гренландский ледяной щит не так стабилен, как предполагалось изначально, и что концепция базирования ракет неосуществима. Реактор был снят, а Кэмп Сенчури заброшен. Однако опасные отходы по-прежнему погребены подо льдом и являются потенциальной проблемой для окружающей среды.

## Научные исследования
Образцы ледяных кернов из Лагеря века использовались для анализа на изотопный состав, используемого для разработки моделей климата. Анализ почвы, содержащейся в образцах, показал, что это место было свободно ото льда еще 400 000 лет назад, что указывает на то, что ледяной щит Гренландии значительно сократился и, следовательно, уровень моря был намного выше. С 2017 года Геологическая служба Дании и Гренландии осуществляет мониторинг климата в Кэмп-сенчури в рамках Программы мониторинга климата Кэмп-сенчури (англ. Camp Century Climate Monitoring Program). Этот мониторинг включает в себя измерение климатических переменных, температуры снега и льда, а также радиолокационную съемку подповерхностных обломков и загрязняющих веществ.

## История
Целью создания Camp Century, как объяснило министерство обороны США датским официальным лицам в 1960 году, было испытание различных методов строительства в арктических условиях, изучение практических проблем с полумобильным ядерным реактором PM-2A, а также поддержка научных исследований и экспериментов с ледяной шапкой Гренландии.
Строительство подледникового лагеря и ядерного реактора началось без явного разрешения правительства Дании, что привело к политической дилемме для премьер-министра Дании Х. К. Хансена.
Camp Century просуществовал до 1967 года, когда смещение ледника сделало проживание невозможным. Впоследствии лагерь был заброшен и его остатки погребены под ледником и в конечном итоге разрушены.

## Дизайн и производительность

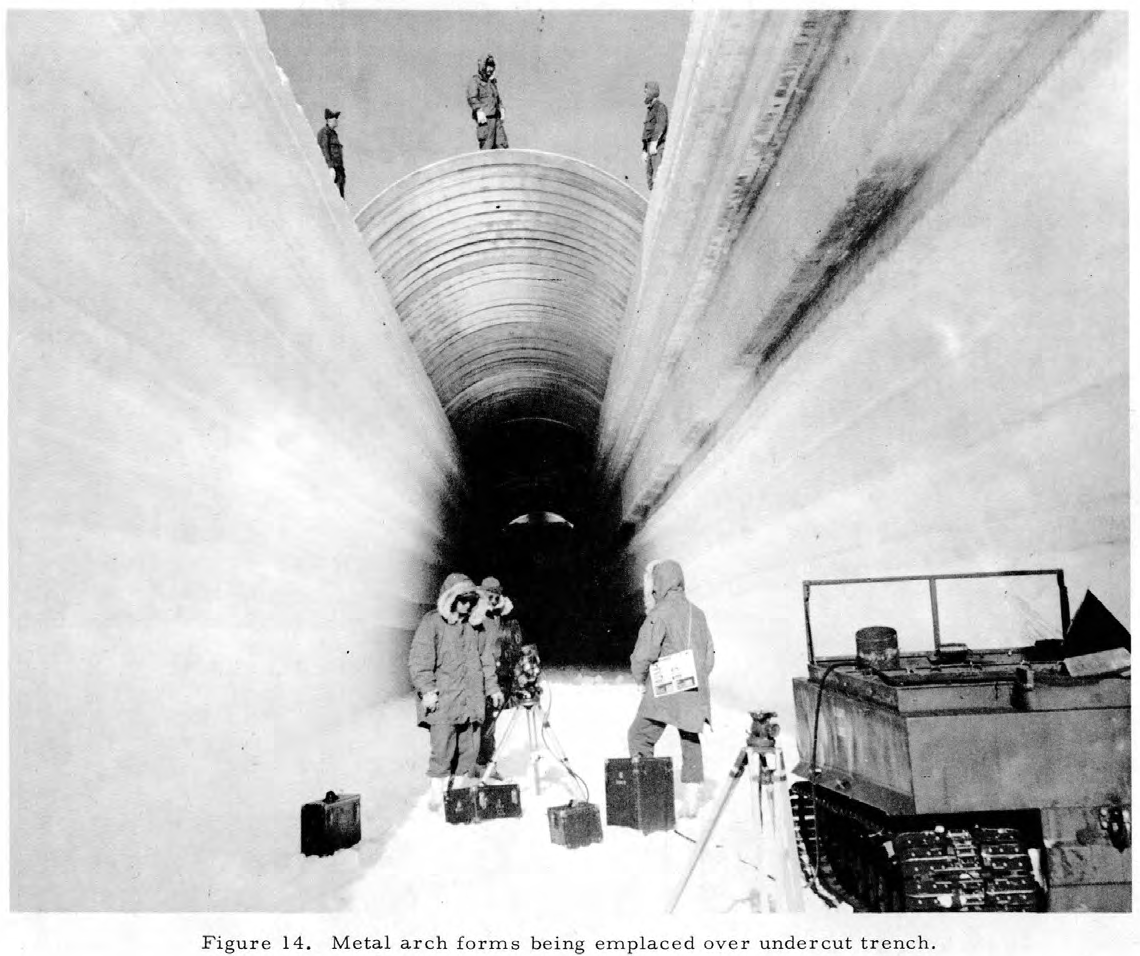
Строительство туннеля Кэмп Сенчури

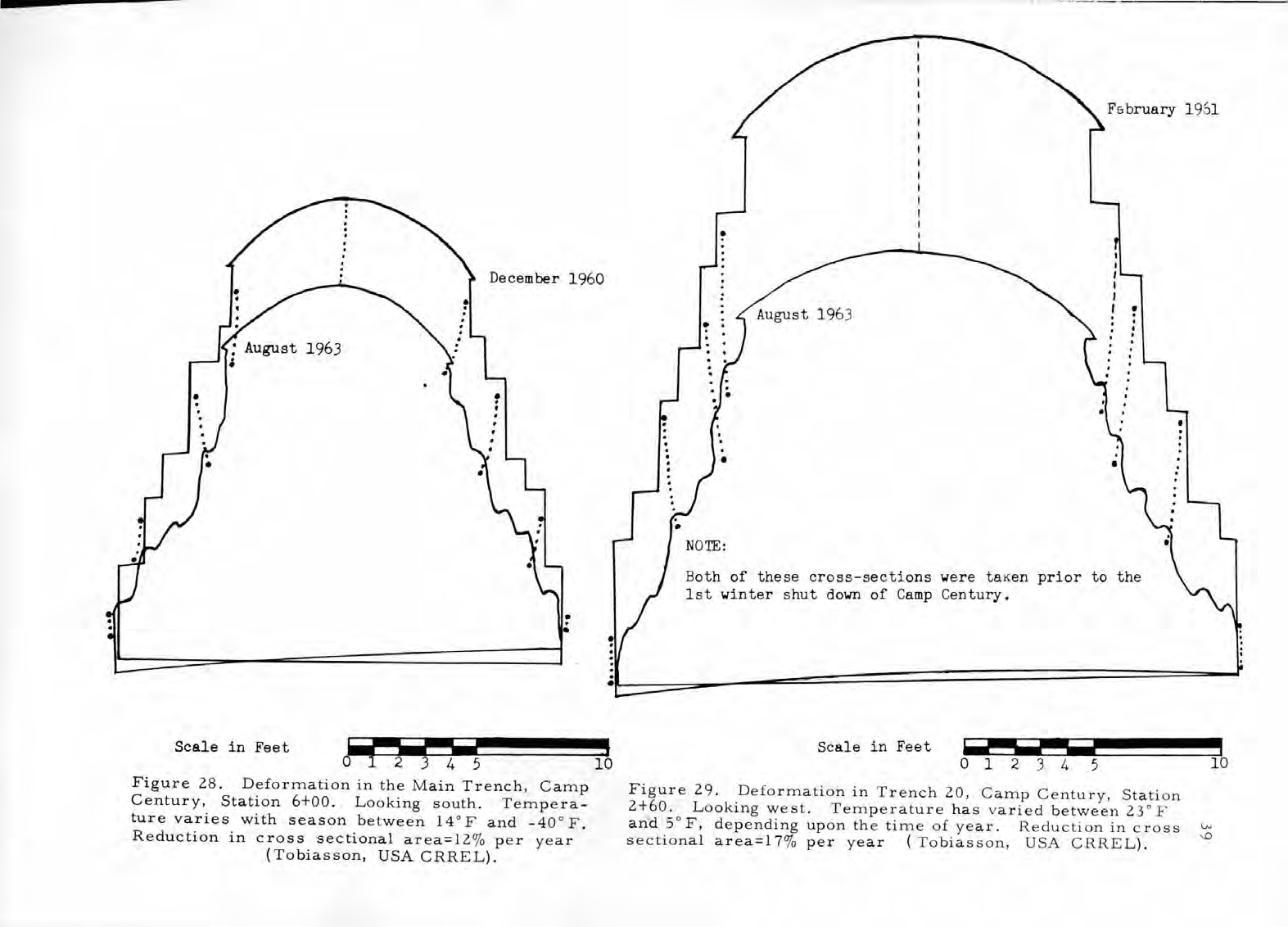
Деформация туннеля Кэмп Сенчури

Кэмп Сенчури был спроектирован как арктический подземный лагерь и построен с использованием техники рытья туннелей. План лагеря состоял из ряда параллельных основных туннелей, в которых располагались здания и другие сооружения. Лагерь имел проектный срок службы 10 лет при соответствующем обслуживании. Он постоянно поддерживался в течение 5 лет и был заброшен через 8 лет после создания.
Тоннели, построенные в 1959 году, сжались как по вертикали, так и по горизонтали до такой степени, что многие из них достигли проектных пределов в течение 4 лет. После этого для их поддержания в рабочем состоянии потребовалась обширная уборка снега. Тоннели были перекрыты стальной аркой, а самый длинный имел длину 330 м (1100 футов), а его ширина и высота были 26 футов.
Подповерхностный лагерь обеспечивал хорошую защиту от непогоды, в нём были современные ванные комнаты, столовая и медицинские учреждения. Внутри тоннелей размещались быстровозводимые здания. В лагере было несколько транспортных средств и много места для хранения топлива и продовольствия. Реактор обеспечивал достаточную мощность и доказал, что его можно устанавливать, эксплуатировать и убирать в таком удаленном месте. Он питал базу более 3 лет, но был остановлен из-за неожиданного ускоренного сжатия тоннелей реактора, которое произошло отчасти из-за остаточного тепла в зоне реактора, необходимого для поддержания бассейнов питательной воды.
Уборка снега, необходимая для обслуживания тоннелей, и удаление сточных вод были постоянными проблемами. Канализационный отстойник был размещён в 45 м (150 футах) от ближайшего здания и для него не была предусмотрена вентиляция. В результате запах канализации стал почти невыносимым в ближайших кварталах уже после первого года эксплуатации. Последующая постройка вентиляции отстойника уменьшила запах, но не устранила его совсем. В 1962 году в районе отстойника были взяты образцы керна, и было обнаружено, что жидкие отходы растеклись по горизонтали на 52 метра (170 футов). Запах от отстойника воздействовал на близлежащие тоннели со спальными помещениями, также из-за  отстойника ускорялась деформация тоннелей.
В октябре 1965 года в армии США пришли к выводу, что подземные ледовые лагеря осуществимы и практичны, что ядерная энергия дает значительные преимущества и что богатство данных и опыта, полученных в Кэмп-сенчури, будет иметь неоценимую ценность для будущих проектов. Однако на постоянных снежниках сегодня широко используются приподнятые свайные конструкции[уточнить]. После того, как Camp Century был заброшен, не было построено ни одного большого подземного ледового лагеря.

## Остаточные экологические опасности
Когда лагерь был выведен из эксплуатации в 1967 году, его инфраструктура и отходы были заброшены, предполагая, что они навсегда останутся похороненными под вечными льдами.
В 2016 году группа ученых оценила воздействие Camp Century на окружающую среду и подсчитала, что из-за изменения погодных условий в течение следующих нескольких десятилетий талая вода может привести уже к 2090 году к выбросу в окружающую среду ядерных отходов, 200 000 литров дизельного топлива, значительного количества ПХБ (англ. PCB) и 24 миллионов литров неочищенных сточных вод. Согласно одной из климатических моделей, переход баланса массы поверхности ледяного щита от чистого накопления к чистому испарению в Кэмп-сенчури возможен в течение следующих 75 лет, а еще через 44—88 лет, между 2135 и 2179 годами, захороненные отходы могут выйти на поверхность.
По состоянию на 2016 год большая часть твердых отходов была захоронена примерно на глубине 36 м (120 футов). Климатические модели различаются. Набор норвежских климатических моделей (NorESM1) показывает, что усиление снегопадов  меньше, чем ускорение таяния, поэтому остатки основания уходят глубже под лёд. Набор канадских моделей (CanESM2) дает прогноз на 2090 год об ожидаемой глубине твердых отходов 67 м. По этой модели нужно от 44 до 88 лет непрерывной абляции, чтобы растопить весь лежащий выше зернистый снег и обнажить отходы на поверхность ледяного щита. В любом случае сильно разбавленные загрязняющие вещества в талой воде могут попасть на расположенное в 250 км побережье, но и в таком случае это произойдёт в 22 веке или позже.
Более поздняя оценка будущей эволюции Кэмп-сенчури, выполненная в 2021 году, показывает, что талая вода никогда не достигает основания, фактически не проникая более чем на 1,1 метра. Это еще раз показывает, что на ремобилизацию мусора и загрязняющих веществ  нет никаких шансов до 2100 года. Прогнозы теперь были скорректированы с учетом фактических данных о погоде со станции Camp Century. В этом последнем исследовании используются версии климатических моделей CanEMS2 и RACMO2, которые откалиброваны для наблюдений за климатом в Camp Century. Уильям Колган (англ. William Colgan), руководитель проекта Программы мониторинга климата Кэмп-сенчури Геологической службы Дании и Гренландии, убеждённо заявляет: «Поскольку годовое количество снега будет по-прежнему превышать годовое таяние, нанесенное на карту поле обломков будет по-прежнему погребено глубже в гренландский ледяной щит. Другими словами: нет риска, что обломки всплывут на поверхность до 2100 года из-за таяния льда».